# Boris Rousson
Boris Rousson, född 14 juni 1970 i Val-d'Or i Québec, är en kanadensisk-tysk tidigare ishockeyspelare (målvakt).
I Sverige är Rousson mest känd för sin tid i Färjestad BK 1997-1998, dit han kom efter spel i AHL och Finland. Säsongen 1997-1998 var Rousson Färjestads förstemålvakt i Elitserien. Rousson spelade mycket starkt och bidrog till att Färjestad slutade på andra plats i serietabellen. Fansen hyllade honom och förärade honom bland annat smeknamnet Bosse Russin (Boris Rousson på värmländska). I slutspelet var Rousson fenomenal och hyllades som en av de främsta hjältarna i Färjestads guldlag som tog sitt femte SM-guld efter 3–2 i matcher mot Djurgården i SM-finalen.
Efter SM-triumfen lämnade Rousson Färjestad och Karlstad för spel i Tyskland. I den tyska ligan representerade Rousson först Köln 1998/1999 men flyttade därefter till München Barons. Detta lag flyttades på nordamerikanskt manér till Hamburg inför säsongen 2002/2003 och Rousson flyttade med. 2007–2009 spelade Rousson i Kassel.
På det personliga planet har han ingått äktenskap med en kvinna ur lokalbefolkningen och förvärvat tyskt medborgarskap.

## Klubbar
- 1987–1989 Titan de Laval (juniorlag i Québec)
- 1989–1991 Bisons de Granby (juniorlag i Québec)
- 1991–1994 Binghampton Rangers (AHL)
- 1994–1997 Lukko Rauma (Finland)
- 1997–1998 Färjestad BK (Elitserien)
- 1998–1999 Kölner Haie (Tyskland)
- 1999–2002 München Barons (Tyskland)
- 2002–2007 Hamburg Freezers
- 2007–2009 Kassel Huskies